# Kłukowec (gmina Wełes)
Kłukowec (mac. Клуковец) – wieś w centralnej Macedonii Północnej, administracyjnie i terytorialnie należąca do gminy Wełes. W 2002 roku liczyła 193 mieszkańców.
Według danych ze spisu powszechnego przeprowadzonego w 2002 roku, Kłukowec zamieszkiwało 193 osoby deklarujących następującą narodowość: 
- Albańczycy – 193 (100%)